# Anna-Sofia Winroth
Anna-Sofia Mildred Winroth, ursprungligen Anna-Sofi Mildred Lindbom, född 31 maj 1968 i Gävle Staffans församling i Gävleborgs län, är en prisbelönt svensk deckarförfattare, filantrop och chocolatier, grundare till Gefle Chocolaterie i Gävle. Winroth tilldelades pris för bästa "fundraising book" på Gourmand World Cookbook Award för sin debutroman Gudarnas föda - den som dödar. Winroth har tidigare nominerats upprepade gånger till priset "Årets Gävlebo".

## Författar- och entreprenörskap
År 2000 öppnade Anna-Sofia Winroth Gefle Chocolaterie i Gävle, efter att ha köpt Grand Hotels festvåning i Gävle för att få tillgång till ett hundraårigt recept på chokladtryffel. Det var början på hennes entreprenörskap som chokladmakare, där hon kom att sätta kakaobönan och etiska aspekter på råvarans odling i fokus. Hon köpte två plantager i Dominikanska republiken för att studera kakaohandeln på nära håll.
Hennes debutroman kom under 2012 Gudarnas föda - den som dödar och blev en prisbelönt bok, hon fick priset för bästa "fundraising bok" vid Gourmand World Cookbook Award där deltagare från 171 länder tävlade. Prisutdelningen skedde i Louvren, Paris. Boken är inspirerad av hennes resor, och den första fristående delen i en tänkt trilogi.
Den andra boken i serien, Guds moder - röd hämnd, som släpptes 2014 sålde dock inte lika framgångsrikt som första delen. Winroth  tog initiativ att donera tio kronor för varje sålt exemplar av Guds moder- röd hämnd till kampen mot slaveriet. 
Anna-Sofia Winroth var även idékläckare till skapandet av låten "Vi ses på Nian" som Gallerian Nians Marknadsgrupp tagit fram som en audiell profil för huset som syftar till att uppmuntra kunder och Gävlebor att känna stolthet över sin stad. 
År 2018 sålde Winroth sitt livsverk Gefle Chocolaterie till norrmannen Bengt Dahlberg. "Tiden har kommit för mig att lämna över slickepotten och paletten till Norges Willy Wonka: Bengt Dahlberg från Geiranger Sjokolade. Jag önskar Bengt framgång och lycka i Gävle" kommenterade Winroth vid överlämnandet.

### Romaner
- 2012 – Gudarnas föda - den som dödar
- 2014 – Guds moder - röd hämnd

## Priser och utmärkelser
- Best Fundraising Book, för boken Gudarnas föda - den som dödar, utgiven 2012, på Gourmand World Cookbook Award 2013.[8]